# Anacanthobatis ori
Anacanthobatis ori е вид хрущялна риба от семейство Anacanthobatidae.

## Разпространение и местообитание
Видът е разпространен в Мадагаскар и Мозамбик.
Среща се на дълбочина от 1000 до 1662,5 m, при температура на водата около 3,1 °C и соленост 34,8 ‰.

## Описание
На дължина достигат до 21 cm.